# Fabric (Club)

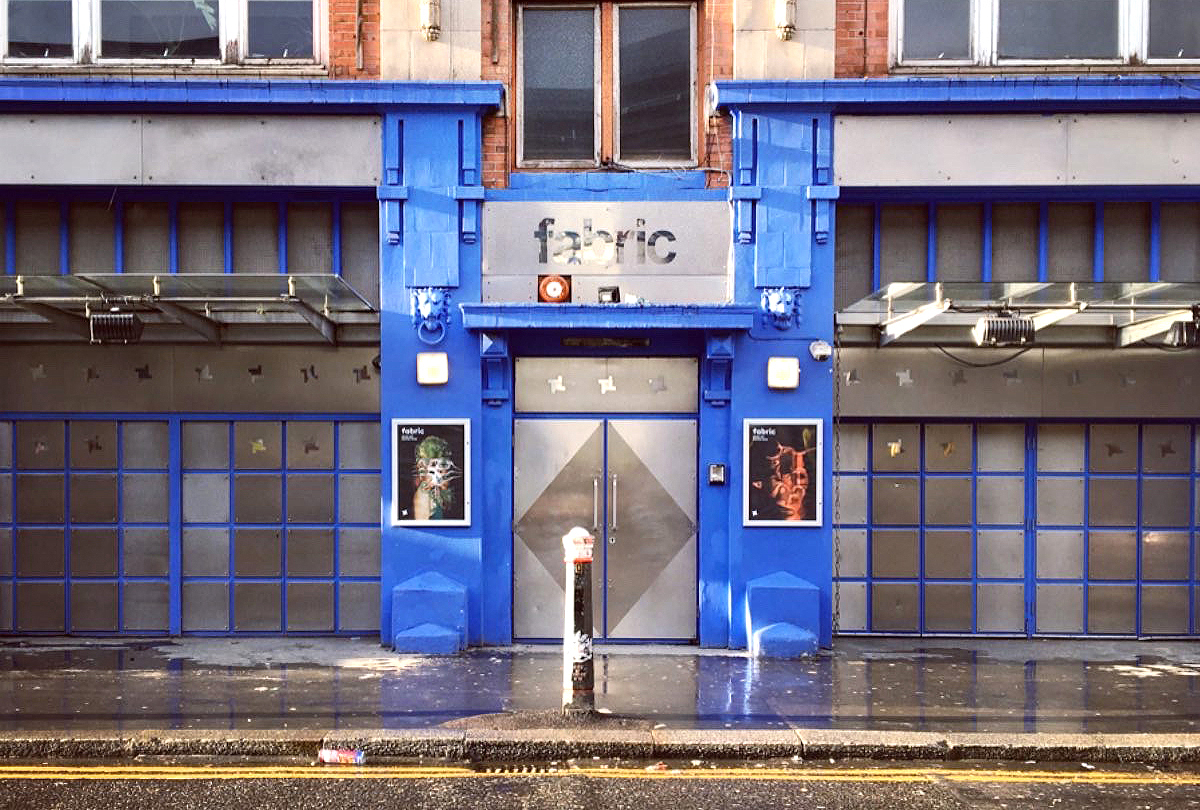
Fabric (2020)

Das Fabric ist ein international bekannter Club für elektronische Tanzmusik in London, England.

## Geschichte und Besonderheiten
Der Club wurde von Keith Reilly und Cameron Leslie gegründet und am 29. Oktober 1999 in der Charterhouse Street im Londoner Stadtteil Farringdon eröffnet. Er ist in drei separate Räume mit eigener Soundanlage aufgeteilt. Im „Room One“ verfügt der Club über einen als „bodysonic dancefloor“ bezeichneten vibrierenden Boden, welcher sich zu der gerade gespielten Musik bewegt.

### Schließung 2016 und Neueröffnung 2017
Nachdem innerhalb von sechs Wochen zwei Personen nach dem Konsum von Ecstasy im Umfeld des Fabric verstorben waren, wurde der Club durch die Behörden untersucht. Dabei wurde dem Betreiber zunächst vorübergehend für 28 Tage die Betriebsgenehmigung entzogen. Nach der Bewertung durch das Islington Council Licensing Sub-Committee wurde die Betriebsgenehmigung im September 2016 dauerhaft entzogen. In seiner Bewertung stellte das Komitee fest, dass die Drogen innerhalb des Fabric erworben, zu geringe Sicherheitsvorkehrungen getroffen und das Personal unzureichend geschult worden war. Eine Petition mit über 150.000 Unterschriften sowie die Fürsprache des Londoner Bürgermeisters Sadiq Khan, welcher darauf hinwies, dass das Londoner Nachtleben ohnehin seit 2008 etwa 50 Prozent an Clubs verloren habe, sowie der Abgeordneten Emily Thornberry blieben erfolglos.
Erst nach einer letzten Anhörung im Islington Council im November 2016 erhielt der Club die Lizenz unter neuen Bedingungen zurück. Zu den Bedingungen zählt das Einlassverbot von Personen unter 19 Jahren von Freitags, 20 Uhr bis Montags, 8 Uhr.

## Labels
Seit 2001 wird unter dem Namen fabric Records ein Label betrieben, auf dem bis 2018 die Mix-Compilation-Reihen Fabric Live und Fabric erschienen. Seit 2019 erscheint die Mix-Compilation-Reihe fabric presents.
2022 wurde mit fabric Originals ein weiteres Label gegründet, unter den ersten Releases finden sich Veröffentlichungen unter anderem von Octo Octa, Helena Hauff und  Marcel Dettmann.

## DJs und Musik
Musikalisch widmet sich der Club einem breiten Spektrum elektronischer Tanzmusik. Freitags (FabricLive at Fabric) wird in der Regel Drum and Bass, Grime, Dubstep, UKG, Bassline oder Hip-Hop gespielt, Samstags (Fabric at Fabric) hingegen House, Techno,  Electro oder Disco. Zu den international bekannten DJs und Live-Acts, die bereits im Fabric auftraten, gehören Richie Hawtin, Sasha, John Digweed, Carl Craig, Ricardo Villalobos, Chris Liebing, Adam Beyer oder Carl Cox.

## Auszeichnungen
2008 erreichte das Fabric in der „Top 100 Clubs“-Liste der britischen Zeitschrift DJ Magazine den ersten Platz. 2009 bis 2011 erreichte es in derselben Liste Platz 2.